# Mirni (Arkhànguelsk)
Mirni - Мирный (rus) - és una ciutat tancada de l'óblast d'Arkhànguelsk, a Rússia. Mirni fou fundada el 1957 pel personal d'un lloc de llançament de míssils balístics. Rebé l'estatus de ciutat el 1966 a causa del desenvolupament del cosmòdrom de Plessetsk, que es troba a 4 km al sud de Mirni.